# Vicente Dutra
Vicente Dutra är en kommun i Brasilien.   Den ligger i delstaten Rio Grande do Sul, i den södra delen av landet, 1 400 km söder om huvudstaden Brasília. Antalet invånare är 5 285.
Omgivningarna runt Vicente Dutra är en mosaik av jordbruksmark och naturlig växtlighet. Runt Vicente Dutra är det ganska tätbefolkat, med 104 invånare per kvadratkilometer.